# Satoru Iwata
Satoru Iwata (japonsky 岩田 聡, 6. prosince 1959 – 11. července 2015) byl japonský programátor her a podnikatel, jenž byl čtvrtým prezidentem a výkonným ředitelem společnosti Nintendo.
Od počátku své kariéry pracoval jako programátor ve firmě HAL Laboratory a podílel se na vývoji her Super Smash Bros., Kirby a Pokémon. K Nintendu nastoupil v roce 2000 a v květnu toho roku nahradil ve funkci prezidenta společnosti Hiroši Jamaučiho. Iwata řídil společnost a rozvojem konzolí Nintendo DS a Wii v letech 2004 a 2006 umožnil, aby se společnost stala se finančně úspěšnou mezi ostatními výrobci herních konzolí. Iwata zemřel 11. července 2015 na rakovinu žlučovodu.